# شامبينيول (الأردين)
شامبينيول (بالفرنسية: Champigneulle) هي بلدية فرنسية تقع في إقليم الأردين في منطقة غراند إيست. 